# Хаос Арам
Хаос Арам (лат. Aram Chaos) — сильно эродированный ударный кратер на Марсе. Диаметр — около 280 км, координаты центра — 2°36′ с. ш. 21°30′ з. д. / 2,6° с. ш. 21,5° з. д. Расположен на Жемчужной земле недалеко от восточной части долин Маринер. Различные геологические процессы превратили его в область с хаотичным рельефом.
Хаос Арам получил имя Арама — одной из классических деталей альбедо Марса, названной Джованни Скиапарелли в честь библейской земли Арам. Название хаоса было утверждено Международным астрономическим союзом в 1976 году, а название самой детали альбедо в список утверждённых не попало.
В окрестностях хаоса Арам много вымытых водой каналов, что говорит о вызванном мощным наводнением селе, сошедшем с высокогорья на северную низменность много лет назад. Так, вдоль восточного края хаоса проходит часть длинной долины Арес, а ответвляющийся от неё рукав заходит в хаос, пересекая его вал. Неподалёку от хаоса Арам есть ещё несколько хаосов.
Спектроскопические наблюдения с орбиты указывают на наличие минерального гематита, скорее всего, образовавшегося в водной среде. Камера THEMIS, установленная на орбитальный аппарат «Марс Одиссей», показала наличие на дне Арама серого кристаллического гематита. Спектроскоп CRISM, установленный на Марсианском разведывательном спутнике, обнаружил наличие гидратированных сульфатов, ярозита и гематита.

## Изображения
- Лист карты Марса Оксийское болото (лат. Oxia Palus) с отмеченными основными примечательными объектами. Эта область содержит множество зон хаосов и сточных каналов (старых речных долин).  Арам находится внизу снимка.
- Участки Арама, в которых возможно есть источники воды. Изображение с камеры THEMIS.